# كيث أنتوني
كيث أنتوني (بالإنجليزية: Keith Cash)‏ هو لاعب كرة قدم أمريكية أمريكي، ولد في 7 أغسطس 1969 في سان أنطونيو في الولايات المتحدة.

## وصلات خارجية
- كيث أنتوني على موقع مرجع كرة القدم المحترفة.كوم (الإنجليزية)